# وعده‌های شیرین
وعده‌های شیرین (به انگلیسی: Promise Her Anything) یک فیلم کمدی رمانتیک بریتانیایی-آمریکایی محصول سال ۱۹۶۵ به کارگردانی آرتور هیلر با بازی وارن بیتی و لزلی کارون است. بازیگران مکمل رابرت کامینگز، کینن وین، هرمایونی جینگولد و لایونل استندر در این فیلم حضور دارند.